# Erich Maria Remarque
Erich Maria Remarque (Osnabrück, 22 de junio de 1898 - Locarno, 25 de septiembre de 1970) es el seudónimo del escritor alemán Erich Paul Remark, autor alemán de posguerra que contó los horrores de la Primera Guerra Mundial.
Participó en la Primera Guerra Mundial, hecho en el cual se inspiró para escribir su máxima obra literaria, Sin novedad en el frente (1929), historia en la que describe con implacable claridad y cálida compasión el sufrimiento provocado por dicha guerra.

## Biografía
Erich Maria Remarque nació el 22 de junio de 1898 en la ciudad de Osnabrück. Sus padres fueron Peter Franz Remark (nacido en 1867 en Kaiserswerth) y Anna Maria Stallknecht (nacida en 1871 en Katernberg). Peter y Anna tuvieron cuatro hijos: Theodor Arthur (1896-1901), Erich Paul (1898-1970) Erna (1900-?) y Elfriede (1903-1943).
Al provenir de una familia de clase media-baja, Remarque comenzó a prepararse para convertirse en maestro de escuela primaria; sin embargo, antes de terminar sus estudios, fue reclutado en el ejército alemán en 1916 para combatir en la Primera Guerra Mundial. Entrenó en el campo de Caprivi-Kaserne y fue enviado al Frente Occidental en Flandes.

### Primera Guerra Mundial
Primero permaneció como recluta de reserva en noviembre de 1916 tras suspender un examen, y en junio de 1917 fue enviado al Frente Occidental como soldado. A finales de julio del mismo año fue herido por metralla en un brazo y pierna, y en el cuello por un disparo. Ingresado en un hospital militar en Duisburg, tras una primera fase de recuperación empezó a trabajar allí en tareas administrativas; más tarde, en octubre de 1918, regresó al 1.er Batallón de Reemplazo de Osnabrück. En noviembre de 1918 recibió la Cruz de Hierro de Primera Clase, pero no fue licenciado del ejército hasta enero de 1919. Mientras aún estaba en el hospital, en noviembre de 1917, terminó su primera novela, Die Traumbude / La habitación de los sueños, que publicaría en 1920 bajo el nombre de Erich Remark y pasó desapercibida, aunque ya señalaba su actitud cosmopolita, y comenzó el borrador de otra, que tituló en ese momento Sobre la guerra. El apellido era el materno, y pronto lo afrancesó a Remarque, porque sus antepasados provenían de ese país. A partir de entonces, moldeado por sus experiencias bélicas, desarrolló una sensibilidad que es calificada por la mayoría de biógrafos e intérpretes de sus obras como pacifista y antimilitarista. 
El propio Remarque definió su actitud en el diario que escribió durante su estancia en el hospital en Duisburg ya tras la guerra, el 24 de agosto de 1918, como una "lucha contra la amenaza de militarización de la juventud, contra el militarismo en cualquiera de sus excesos."  Remarque luego enfatizó en varias entrevistas que él era una “persona apolítica”. De todas formas, Remarque terminaría por sentir una profunda antipatía por cualquier tipo de nacionalismo y terminó residiendo en la cantonal Suiza.
Aunque Remarque en su obra más famosa, Sin novedad en el frente, procesa parcialmente sus propias vivencias bélicas por medio de la narración en primera persona del protagonista de ficción Paul Bäumer, no es un alter ego de Remarque. A diferencia de Bäumer, quien en la novela se ofreció como voluntario para el ejército alemán, Remarque no se ofreció voluntario para el servicio militar. Otra diferencia además es que Remarque sobrevivió a la Primera Guerra Mundial y, contrariamente al pronóstico de Bäumer, logró recuperar su vida civil después e inició una exitosa carrera como escritor, por lo que Remarque fue también a su manera un miembro de la llamada generación perdida.

### Después de la Primera Guerra Mundial
Después de un breve periodo como maestro, Remarque decidió abandonar esa profesión y se mantuvo con una serie de trabajos pane lucrando mientras continuaba escribiendo. En 1922 obtuvo una plaza fija como editor de la revista Echo Continental, publicada por la Continental AG, y se mudó a Hannover. En 1925 se mudó de nuevo, esta vez a Berlín, para trabajar en la revista Sport im Bild ("Deporte en imagen").
El primer matrimonio de Remarque fue con la actriz Ilse Jutta Zambona en 1925. El matrimonio fue tormentoso e infiel por ambas partes. Remarque y Zambona se divorciaron en 1930. Durante la década de 1930, Remarque mantuvo relaciones con la actriz austriaca Hedy Lamarr, la actriz mexicana Dolores del Río y la actriz alemana Marlene Dietrich. Al margen de estos romances, en 1933, con la toma del poder por parte del partido nazi, Remarque y Zambona huyeron juntos a Suiza y se instaló en un principio en el cantón del Tesino. En 1938 se volvieron a casar para evitar que ella se viera obligada a regresar a Alemania y, en 1939, emigraron, también juntos a los Estados Unidos, donde ambos se nacionalizaron en 1947. Durante gran parte de este tiempo, Remarque estaba en pareja con Marlene Dietrich. Su relación había comenzado en septiembre de 1937, cuando se conocieron en el Lido durante su estancia en Venecia para el Festival de Cine de Venecia y continuó al menos hasta 1940, citándose principalmente por medio de cartas, telegramas y llamadas telefónicas. Una selección de sus cartas se publicó en 2003 en el libro Sag Mir, Dass Du Mich Liebst ("Dime que me quieres") e inspiró luego la obra de teatro de 2011 Puma.
Remarque y Zambona se divorciaron de nuevo el 20 de mayo de 1957, esta vez definitivamente. Ilse Remarque moriría el 25 de junio de 1975.

### Segunda Guerra Mundial
Tras emigrar en 1939 a Estados Unidos junto con su primera esposa Ilse Jutta Zambona, Remarque conoció a otros emigrantes alemanes como su amante Marlene Dietrich, Lion Feuchtwanger, Bertolt Brecht y a la sueca Ingrid Bergman. A diferencia de muchos otros escritores emigrados, gozó de un alto nivel de reconocimiento y fama ahí, lo que se debió en parte al hecho de que algunas de sus obras se publicaron en inglés. Mientras estaba allí exiliado, escribió un par de novelas que reflejaban su desprecio por los estragos morales que el nacionalismo realizaba en la humanidad, valiéndose para ello de protagonistas apátridas. En 1941 publicó la primera en Londres con el título Flotsam. Y logró el segundo gran éxito de su carrera con el segundo fruto de su exilio, la novela Arco de Triunfo (1946), que narra la difícil vida de diversos apátridas en París poco antes de la II Guerra Mundial. Esta novela fue llevada al cine por Lewis Milestone, protagonizada por Ingrid Bergman, Charles Boyer y Charles Laughton. 
Elfriede Scholz, hermana menor de Erich, fue ejecutada en la guillotina por los nazis en 1943 después de haber sido denunciada por su casera por haber hecho "declaraciones derrotistas". Enterado en 1946 del asesinato de su hermana, Erich abordó la temática del nazismo en su obra. La novela La chispa de la vida (1952) está dedicada a su hermana.

### Después de la Segunda Guerra Mundial
Tras el final de la guerra, las autoridades alemanas no hicieron ninguna oferta a Remarque para recuperar su ciudadanía alemana, de la que había sido privado en 1938. Según sus propias declaraciones, no le dio ninguna importancia. En 1947, Remarque recibió la ciudadanía estadounidense y, a partir de 1948, vivió alternativamente en los Estados Unidos y en Porto Ronco, a orillas del Lago Maggiore, en Ronco sopra Ascona (Suiza), en el cantón de habla italiana del Tesino. En 1958 se casó con la actriz de Hollywood Paulette Goddard, con quien permaneció casado hasta su muerte en 1970.
Se considera a Erich Maria Remarque como uno de los más famosos enemigos del nazismo y del nacionalismo en general, como el escritor austriaco Stefan Zweig. En 1933, obras suyas fueron destruidas durante las quemas públicas de libros que llevaron a cabo los nazis en Alemania entre el 10 de mayo y el 21 de junio por considerar su libro Sin novedad en el frente "antipatriótico" por su carácter pacifista.

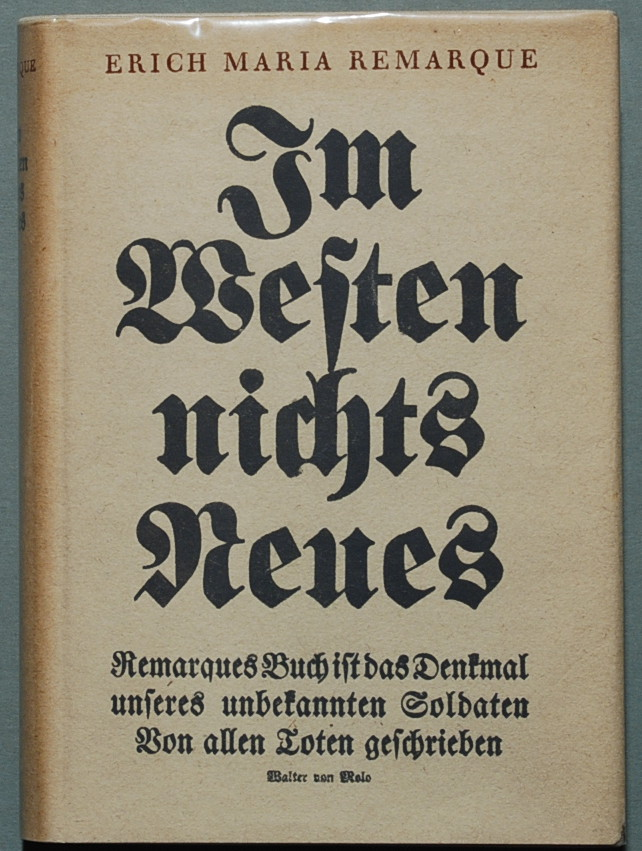
Portada de Sin novedad en el frente

## Sin novedad en el frente

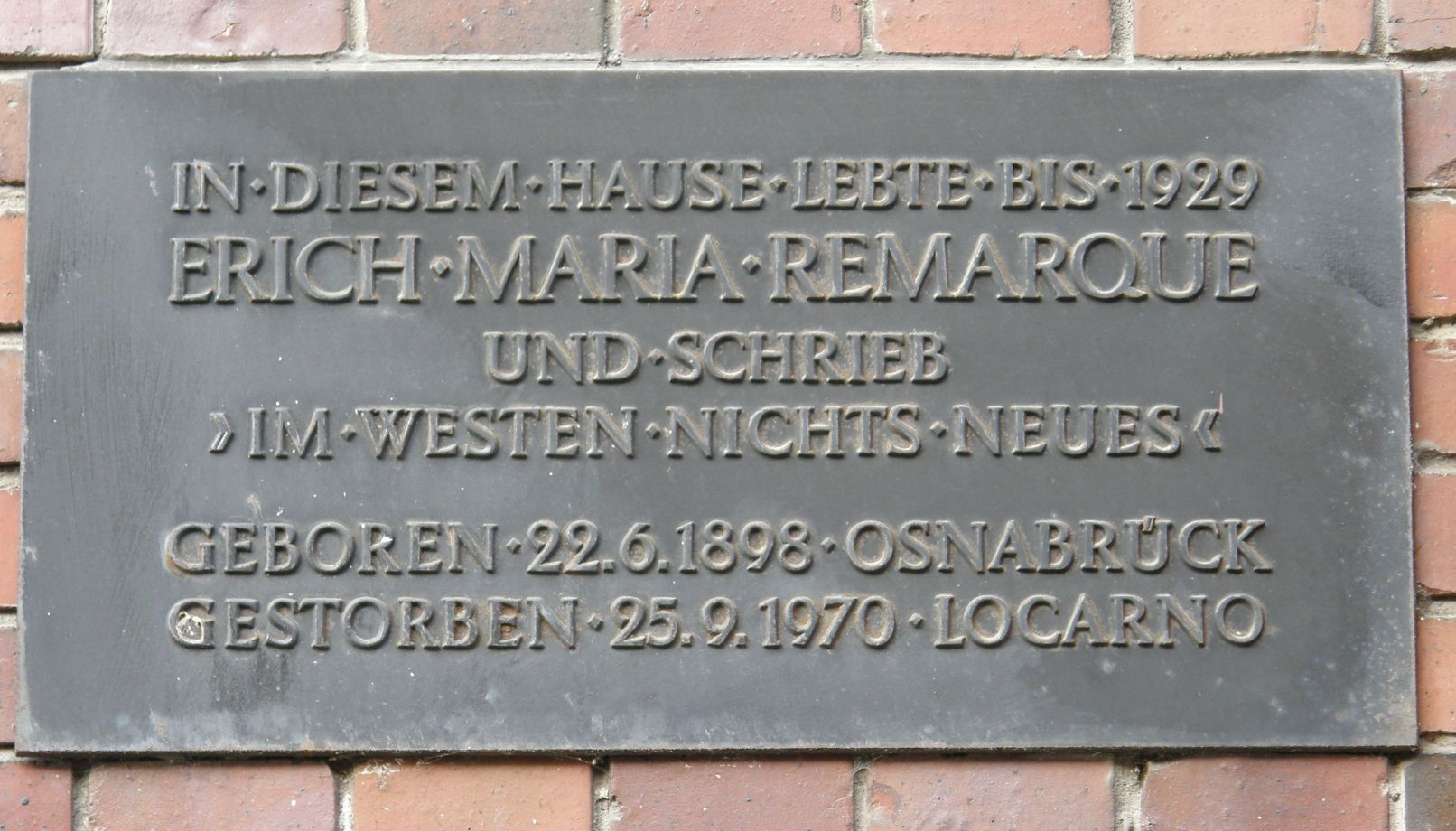
Una placa conmemorativa en memoria de Erich Maria Remarque en la Wittelsbacherstrasse 5 de Berlín, inaugurada el 22 de junio de 1972

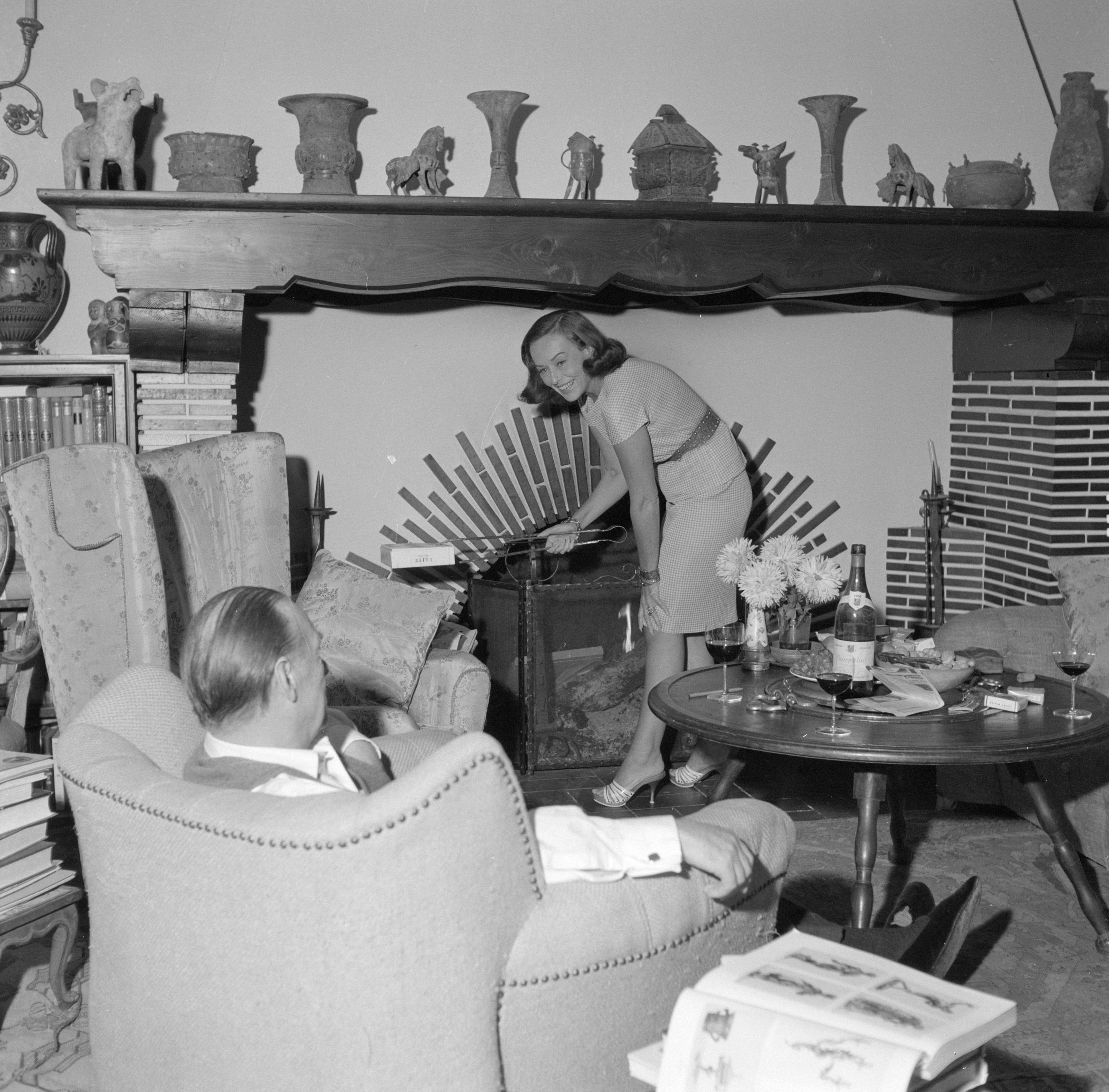
Remarque y Paulette Goddard en Ronco, Suiza, 1961

Novela publicada en 1929, describe la crudeza de la guerra desde la perspectiva de un joven soldado de 21 años. Con emotivo lenguaje relata el entrenamiento del soldado alemán, la realidad de la guerra de trincheras en la Primera Guerra Mundial y la verdad de la postguerra.
En 1933 el régimen nazi atacó y quemó este libro, ya que era contrario a la propaganda. También se corrió el rumor de que era descendiente de judíos franceses para atacarlo y desacreditarlo.
Fue adaptada al cine bajo la dirección de Lewis Milestone, ganando en 1930 el Óscar a la mejor película y el Óscar al mejor director. También estuvo nominada al Óscar al mejor guion adaptado y al Óscar a la mejor fotografía.

En 1979 se realizó otra versión fílmica, dirigida por Delbert Mann y en 2022 se realizó una tercera adaptación, dirigida por Edward Berger.

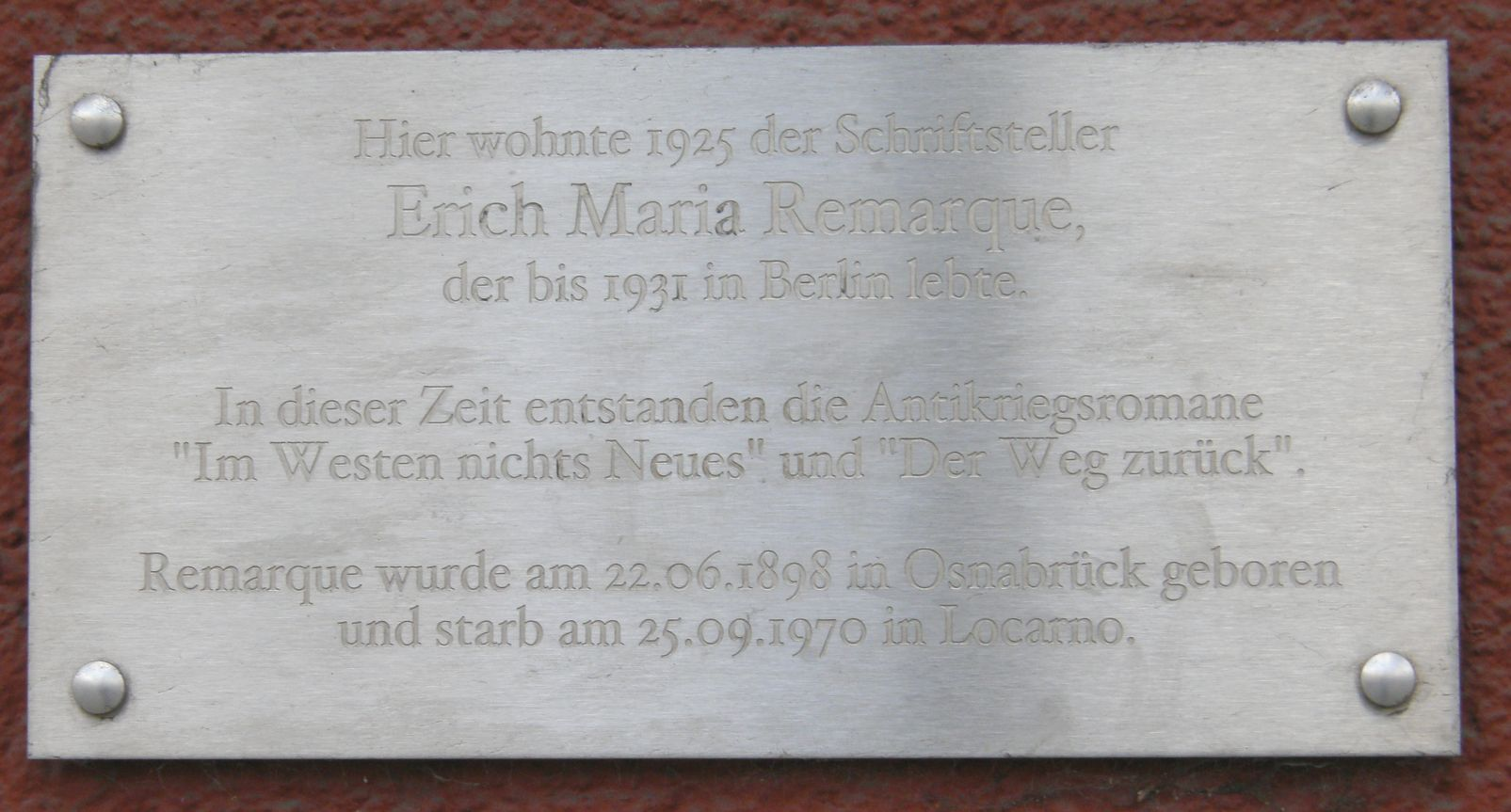
Una placa conmemorativa en memoria de Erich Maria Remarque en el Kaiserdamm Boulevard de Berlín

## Fallecimiento
Remarque murió de insuficiencia cardíaca a la edad de 72 años en Locarno el 25 de septiembre de 1970. Su cuerpo fue enterrado en el cementerio de Ronco en Ronco sopra Ascona, Ticino, Suiza. Paulette Goddard, esposa de Remarque, murió en 1990 y su cuerpo fue enterrado junto al de su marido. Dejó un legado de 20 millones de dólares a la Universidad de Nueva York para financiar un instituto de estudios europeos, que lleva el nombre de Remarque.

## Legado
El primer director del Instituto Remarque fue el profesor Tony Judt. Los papeles de Remarque se encuentran en la Biblioteca Fales de la Universidad de Nueva York (NYU).
En noviembre de 2010, se iniciaron los esfuerzos para recaudar 6,2 millones de francos suizos (7 millones de dólares), para comprar y salvar la villa de Erich Maria Remarque y Paulette Goddard de una demolición casi segura. La intención era transformar la "Casa Monte Tabor" en un museo y albergar un programa de residencia de artistas.

## Otras obras
Entre sus obras se encuentran:
- Sin novedad en el frente (1929). Novela adaptada al cine.
- Después (El camino de la vuelta) (1931)
- Tres camaradas (1937). Novela adaptada al cine.
- Náufragos (novela) (1941)
- Arco de Triunfo (1946). Novela adaptada al cine protagonizada por Charles Boyer e Ingrid Bergman.
- La chispa de la vida (1953)
- Tiempo de vivir, tiempo de morir (1954). Novela adaptada al cine por Douglas Sirk.
- El obelisco negro (1956)
- La noche de Lisboa (1963)
- El cielo no tiene favoritos (1963)
- Sombras en el paraíso (1971)